# Шеннон Разерфорд
Шеннон Разерфорд (англ. Shannon Rutherford) — вигаданий персонаж телесеріалу «Загублені» (виробництво ABC). Зведена сестра іншого героя — Буна Карлайла. Загинула другою з-поміж головних героїв.

## Біографія

### До авіакатастрофи
Після смерті дружини батько Шеннон, Адам Разерфорд, одружився з матір'ю Буна. З вісімнадцяти років працювала балетисткою та інструктором в Лос-Анджелеосі. Під час занять у класі, Шеннон подзвонила її мачуха зі звісткою про те, що Адам потрапив в автомобільну трощу (за фатальним збігом обставин, його позашляховик зіткнувся з автомобілем, яким керувала Сара, майбутня дружина Джека Шепарда). Її батько помер у лікарні Св. Себастьяна о 8:15 ранку (час смерті збіглося з двома цифрами з таємничого ряду 4, 8, 15, 16, 23, 42).
Адам не залишив заповіту, тому стан перейшов до дружини Сабріні. Оскільки Сабріна не ладнала з Шеннон, вона негайно позбавила пасербицю змісту, попри те, що та отримала місце в танцювальній трупі Марти Грехем і просила лише перший час, поки вона не облаштується в Нью-Йоркі, підтримувати її матеріально.
У відчаї Шеннон звернулася до брата з проханням пустити її пожити у свою квартиру, але він тільки що одержав посаду керівника компанії матері й переїжджав в Лос-Анджелес. Бун хотів позичити сестрі грошей, але вона відкинула його допомогу. Відомо, що Шеннон рік провела у Франції, де працювала нянею і навчилася швидко говорити по-французьки.
Далі Шеннон придумала план, як отримати хоча б частину спадщини. Знаючи про те, що Бун закоханий в неї, і маніпулюючи його почуттями, вона вдавала, що потрапила в складну любовну ситуацію, тому Буну не раз доводилося відкуповуватися від її коханців, які потім ділилися грошима з Шеннон. Одного разу вона зателефонувала брату з Австралії і знову попросила про допомогу. Однак на цей раз її трюк не спрацював — партнер Шеннон по афері розповів про все Буну. Після цього Шеннон запропонувала повернутися в Америку.
На наступний день вони купили квитки на літак авіакомпанії Oceanic Airlines. У аеропорті Шеннон вперше побачила Саїда — він попросив її доглянути за його речами. Далі вона знову посварилася з братом і, щоб показати свою незалежність, викликала охорону і повідомила, що один араб залишив підозрілу сумку.
Пізніше перед відльотом Бун і Шеннон зайшли в кафе, щоб розслабитися перед зльотом, однак Шеннон продовжувала кричати на нього, про неотримання місць у першому класі. Бун знайшов стіл поруч зі столом Ніккі і Пауло. Дивлячись на сварку Шеннон і Буна, Ніккі сказала Пауло: «Сподіваюся, у нас таких відносин не буде».

### На острові
Після катастрофи Шеннон поводилася вкрай егоїстично, з самого початку встановивши дистанцію між собою та іншими. Вона швидко розшукала свої речі і, бувши впевнена, що ось-ось прибудуть рятувальники, проводила час, засмагаючи на сонці. Коли вцілілі збиралися відправити сигнал лиха, Бун попросив сестру запустити сигнальну ракету. Вона залишила його слова без уваги, але в підсумку все ж виконала прохання брата. Усвідомлення власної непотрібності постійно мучило Шеннон, однак її знання французької стали в пригоді, коли виникла необхідність перекласти послання Руссо.
Шеннон хворіла на астмиу і одного разу ледь не померла, оскільки її інгалятори зникли з валізи, а Джек не міг допомогти. На щастя, її врятувала Сун, яка розбиралася в лікарських рослинах і приклала до грудей дівчини листя евкаліпта. До кінця першого сезону подружилася з Саїдом і була близька з ним.
Вбита помилково Анною-Люсією у другому сезоні.

## Цікаві факти
- Меггі Грейс була заявлена як спеціально запрошений актор в серіях «Зіткнення» та «Викриття».
- Меггі Грейс пофарбувала волосся у коричневий колір, тому для знімання у третьому сезоні одягла перуку.
- Продюсери серіалу говорили, що образ Шеннон був частково списаний з Періс Гілтон.

.